# Roger la Honte (film, 1946)
Pour les articles homonymes, voir Roger la Honte.
Série
La Revanche de Roger la Honte
(1946)
Pour plus de détails, voir Fiche technique et Distribution.
Roger La Honte est un film français réalisé par André Cayatte sorti en 1946, d'après le roman éponyme de Jules Mary publié en 1886.
André Cayatte tourne la même année la suite, intitulée La Revanche de Roger la Honte, avec les mêmes interprètes.

## Synopsis
Roger Laroque, par ailleurs honnête homme et bon père de famille, a une maîtresse, Julia de Noirville. Celle-ci, avec l'aide de Paul Luversan, monte une machination contre lui et le fait accuser d'un crime qu'il n'a pas commis. Envoyé au bagne, Laroque s'en évade quelques années plus tard, et s'enfuit au Canada, où il fait fortune...

## Fiche technique
- Titre : Roger La Honte
- Réalisateur : André Cayatte
- Assistants réalisateurs : 1) Paul Barbellion / 2) Raymond Bailly
- Scénario, adaptation : André Cayatte, d'après le roman éponyme de Jules Mary, Editions Jules Rouff & Cie, Paris, 1886
- Dialogue : Henriette Mercier
- Décors : René Renoux
- Costumes : Annette Sarradin et Jacques Alliod
- Directeur de la photographie : Armand Thirard
- Cameraman : Alain Douarinou
- Assistants opérateurs : Dilop, J.C. Tetard
- Son : Roger Cosson et René Louge
- Montage : Raymond Lamy
- Musique : René Sylviano
- Producteur Ayres d'Aguiar
- Directeur de production : Robert Lavallée
- Société de production	: Gray-Film
- Pays d'origine :  France
- Format : Son mono - Noir et blanc - 35 mm - 1,37:1
- Genre : Film dramatique
- Durée : 100 minutes
- Date de sortie 
  - France - 13 mars 1946

## Distribution
- Lucien Coëdel : Roger Laroque, dit Roger la Honte
- Paul Bernard : Paul Luversan
- Maria Casarès : Julia de Noirville
- Jean Debucourt : Lucien de Noirville
- Louis Salou : le commissaire Lacroix
- Jean Tissier : le baron de Cé
- André Gabriello : Pivolot
- Rellys : Tristot
- Paulette Dubost : Victoire
- Renée Devillers : Henriette Laroque
- Léon Walther : le président du tribunal
- Josée Conrad : la petite Suzanne Laroque
- Léonce Corne : Gerbier
- Paul Demange : l'huissier du tribunal
- Robert Demorget
- Bernard Hubrenne
- Charles Lemontier : le procureur
- Franck Maurice
- Marcel Pérès : le brigadier de police
- Madeleine Suffel
- Charles Vissières : le médecin
- Philippe Lemaire

### Revue de presse
- Nino Frank, « Roger-la-Honte », L'Écran français no 38, 20 mars 1946
- Mon Film no 65